# Tisethor
Tisethor, nazvana po bogu Horusu, bila je egipatska princeza, kći princeze Kekheretnebti i unuka faraona Djedkare Isesija. Njezin je otac nepoznat. Imala je nekoliko teta i barem dva ujaka. Umrla je, a tek je dostigla pubertet. Pokopana je u mastabi svoje majke.

## Vanjske poveznice
|  | Zajednički poslužitelj ima još gradiva o temi Tisethor |